# Experimentos genéticos
Experimentos genéticos (título original: Donor) es un telefilme de 1990 dirigido por Larry Shaw y protagonizada por Melissa Gilbert y Jack Scalia. 

## Argumento
La Dra. Kristine Lipton trabaja en un hospital. Allí descubre muchas muertes misteriosas, entre ellas la de su amiga Karen Steinberg, una experta en genética que trabaja allí. La mayoría de ellas son pacientes muy viejos, cuyas actas y cuerpos luego desaparecen. Está decidida a averiguar lo que ocurre, pero todo el personal parece ocultar algo. Incluso una persona la persigue en la búsqueda de las actas y trata de asesinarla. Por el camino se enamora del escéptico Dr. Eugene Kesselman. 
Cuando una enfermera encuentra las actas de los pacientes muertos y quiere dárselas, ella acaba asesinada, por lo que la policía interviene en el asunto. Finalmente con un truco  puede conseguir las actas de los pacientes muertos a través de una trabajadora social. Resulta que esos pacientes son gente pobre de joven edad. También descubre, a través de otro paciente, que les habían quitado algo de la faringe y que todo está relacionado con un proyecto médico del hospital.
Finalmente ella descubre que Steinberg había descubierto un gen capaz de frenar temporalmente el envejecimiento y que el jefe del hospital Dr. Martingale y la Dra. Farrell se habían enterado de ello. Reconociendo las implicaciones económicas positivas de producir una píldora con ese gen dentro y dejándose llevar por la codicia, la mataron y, para perfeccionar esa píldora, extrayeron de la garganta de esos pacientes tejido necesario para perfeccionar la píldora. El resultado de esa extracción fue el envejecimiento prematuro y muerte de esos pacientes, algo que ellos sabían que iba a ocurrir. Para encubrir todo, ellos hicieron desaparecer las actas médicas para falsificarlas y así salirse con la suya matando a otros para conseguirlo.
Cuando se enteran de que la doctora lo sabe todo, ellos también quieren asesinarla. Sin embargo, con la ayuda de un paciente ella puede salvar su vida matándolos. También sale a la luz que Kesselmann era un agente encubierto de la FDA que estaba investigando el asunto, porque había sido descubierto por su agencia y a quien intentaron en vano incriminarle por los crímenes que habían cometido para deshacerse de la policía al respecto. Él aclara todo a la policía y confirma lo ocurrido cuando tienen que aclarar lo que hizo Lipton.
Después de ello Kesselman tiene que volver a Washington y con pésame se despide de Lipton antes de irse, la cual le ha perdonado por no habérselo dicho antes, mientras que la píldora es llevada también allí para decidir qué hacer con ella. 

## Reparto
- Melissa Gilbert - Dra. Kristine Lipton
- Jack Scalia - Dr. Eugene Kesselman
- Pernell Roberts - Dr. Martingale
- Wendy Hughes - Dra. Farrell
- Gregory Sierra - Hector Aliosa
- Gale Mayron - Melody
- Marc Lawrence - Ben Beloit

## Recepción
Hoy en día la película ha sido valorada en portales cinematográficos. En IMDb, con 189 votos registrados, el filme obtiene una media ponderada de 5,6 sobre 10.